# 畑寺

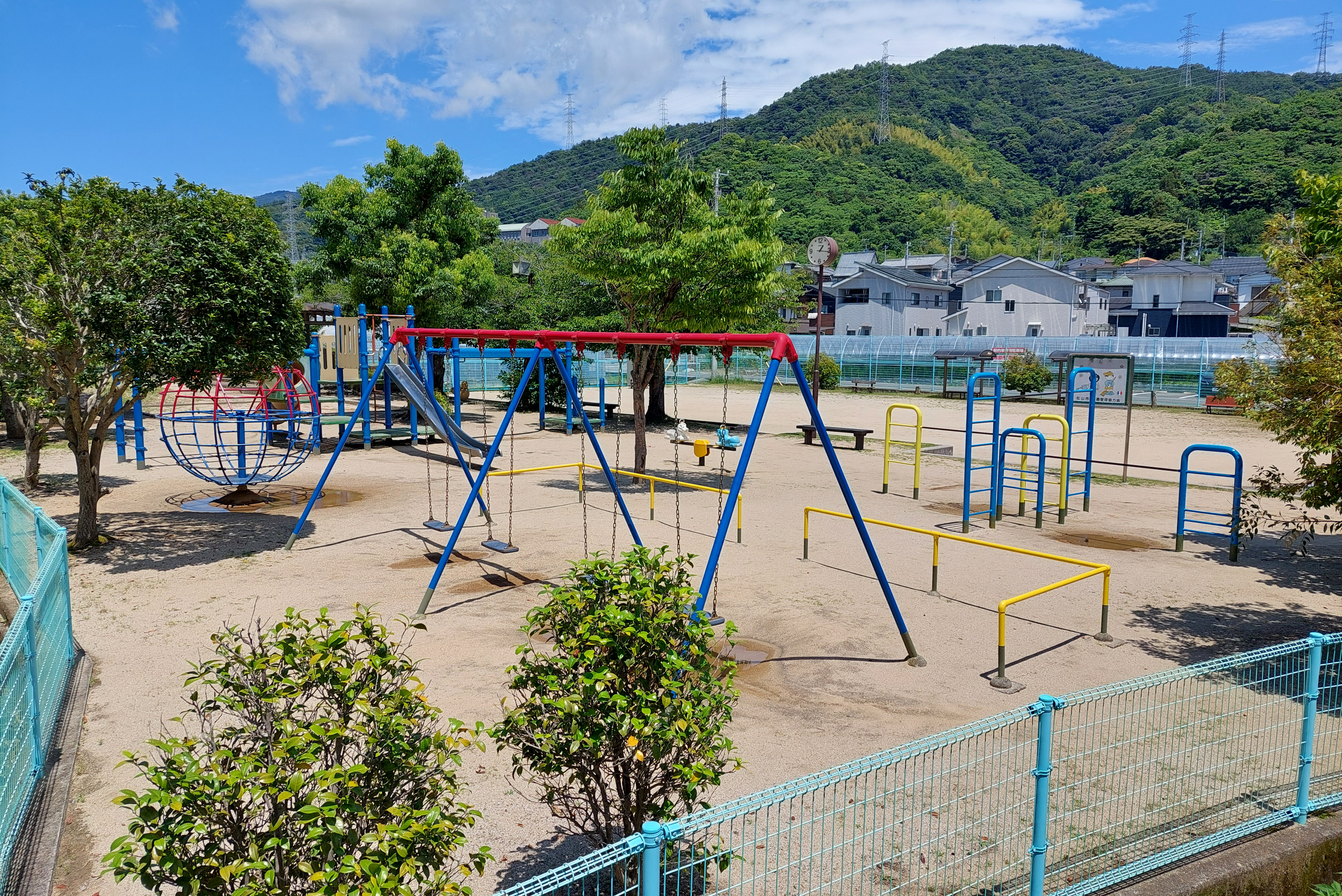
畑寺公園（畑寺1丁目）

畑寺（はたでら）は愛媛県松山市の地名。現行行政地名は畑寺一丁目から畑寺四丁目。2012年1月1日現在の人口は4,504人、世帯数は1,992世帯。郵便番号は790-0913。
温泉郡畑寺村、桑原村畑寺に由来する。

## 地理
松山市東部に位置し、東野、桑原、三町、南久米町、畑寺町と接している。西縁を走る讃岐街道沿いに南北に長い区域を持ち、北から順に一丁目から四丁目が並ぶ。
1960年代頃までは田園地帯であったが、1970年代頃から徐々に住宅が建ちはじめ、現在は住宅やアパートが密集していて、全く様変わりしている。

## 交通

### 道路
- 愛媛県道40号松山東部環状線（讃岐街道）

## 施設
- 公共施設　松山市畑寺児童館、畑寺公民館
- 公園　畑寺公園
- 公衆浴場　媛彦温泉
- 団地　県営吟松団地

## 校区
市立の小・中学校に通う場合、畑寺一・二丁目は桑原小学校、三・四丁目は北久米小学校、桑原中学校の学区となる。